# Freitisch (Novelle)

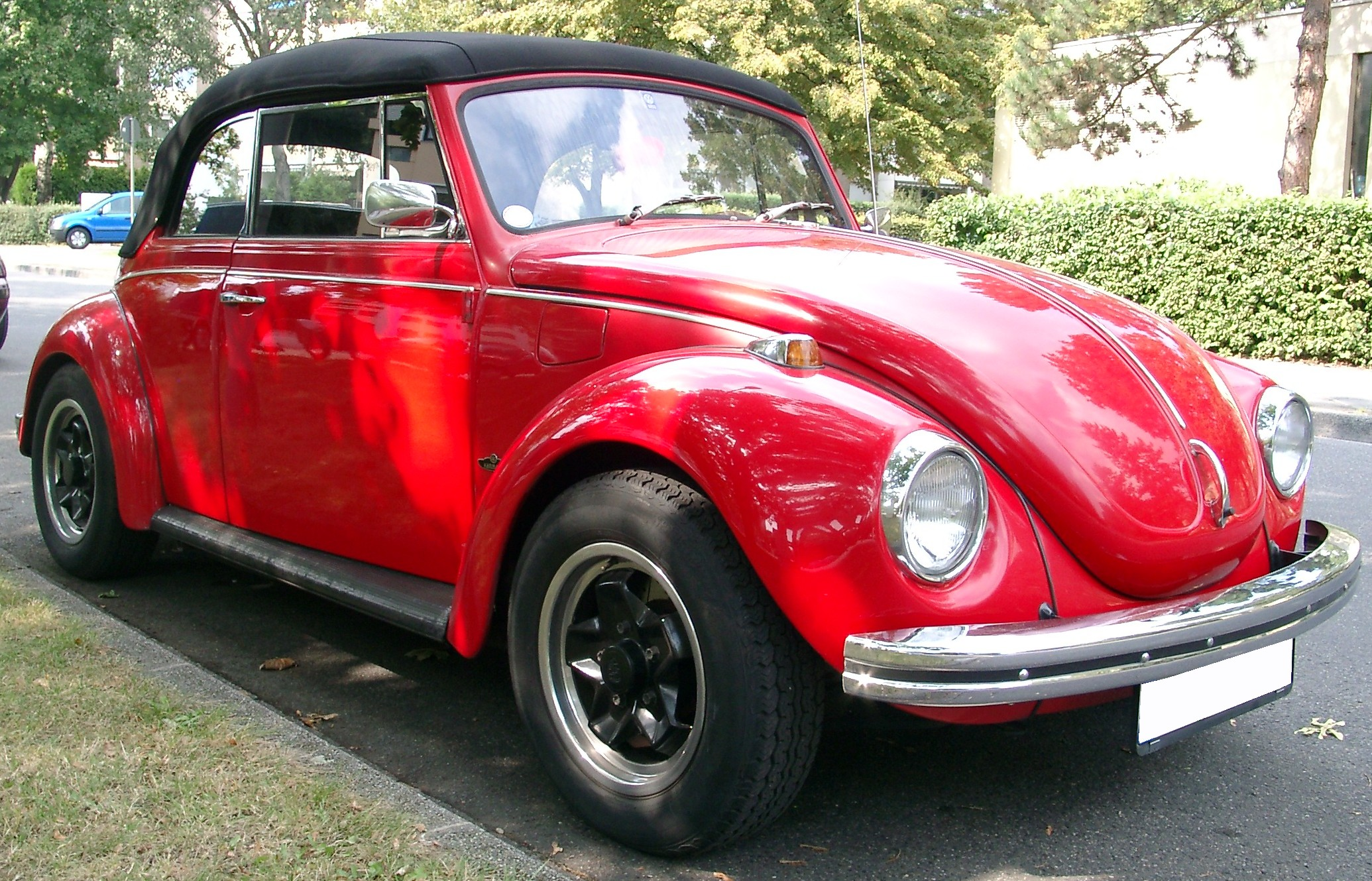
Ein roter VW Käfer Cabrio ist auf dem Umschlag der Novelle abgebildet

Freitisch ist eine Novelle des deutschen Schriftstellers Uwe Timm, die im Februar 2011 veröffentlicht wurde. Sie handelt von zwei ehemaligen Kommilitonen, die sich über vierzig Jahre nach ihrem Studium wiedertreffen, wobei die Pläne des einen, eines Unternehmers aus der Abfallwirtschaft, die zurückgezogene Idylle des anderen, eines pensionierten Lehrers, bedrohen. Beide erinnern sich an die gemeinsame Vergangenheit als Stipendiaten eines Freitischs an der Universität. Am Ende des Semesters unternahmen sie eine Fahrt zum Schriftsteller Arno Schmidt. Inzwischen ist die Verehrung für dessen Werk vom einen auf den anderen übergegangen.

## Inhalt
Nach der Wende hat sich der namenlose Ich-Erzähler mit seiner norwegischen Frau als Lehrerehepaar in Anklam niedergelassen, einer Kleinstadt im Nordosten Mecklenburg-Vorpommerns. Inzwischen ist er pensioniert und betreibt ein Antiquariat, das ihm in erster Linie als Vorwand dient, Erstausgaben zu sammeln. Besonders ein Autor hat es ihm angetan: Arno Schmidt. Eine geplante Mülldeponie scheint für die Provinzstadt, die mit der Abwanderung ihrer Bürger zu kämpfen hat, ein lukratives Geschäft. Der Unternehmer, der aus dem Westen angereist ist, sonnengebräunt und im Saab Cabrio, entpuppt sich als ehemaliger Studienfreund des Erzählers. Der damals von allen „Euler“ genannte Mathematikstudent ist mit Logistik in der Abfallwirtschaft zu Wohlstand gelangt und führt heute ein Unternehmen mit 250 Mitarbeitern. Die Begegnung der beiden Kommilitonen drängt die Geschäfte in der Hintergrund, und sie lassen die Zeit des gemeinsamen Studiums an der Münchner Universität in den frühen 1960er Jahren bei einem Kaffee in der Landbäckerei Grützmann wieder aufleben.

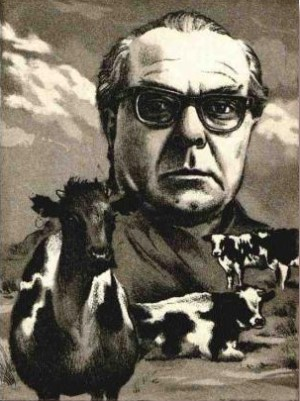
Kühe in Halbtrauer. Radierung von Jens Rusch zu Arno Schmidts gleichnamiger Erzählung

Sie waren vier Stipendiaten, die sich jeden Mittag statt in der Mensa an einem so genannten Freitisch in der Kantine einer Versicherung trafen: Euler, Falkner, ein bloß „Jurist“ genannter Jura-Student und der Erzähler. Während der „Jurist“ sich bereits als Student konservativ und am Emporkommen orientiert zeigte und inzwischen bei Siemens Karriere gemacht hat, bestätigte der existenzialistisch angehauchte Falkner seinen Ruf eines „Jungautors“, ohne dass die Kommilitonen damals seine Werke zu Gesicht bekommen hätten, und ist heute ein bekannter Schriftsteller.
Die Gesprächsthemen des Freitischquartetts drehten sich um Philosophisches wie das Leben nach dem Tod oder Politisches wie die Notstandsgesetze und den Vietnamkrieg, doch niemals um „Beziehungskisten“. Denn mit seinen Gefühlen mochte sich keiner eine Blöße geben. Man lachte über Lübke- und Zitzewitz-Witze oder zeigte sich beeindruckt von Godards Film Außer Atem. Am meisten redete man aber über Literatur. Denn es war eine Zeit, da die Literatur noch „Strahlkraft“ hatte und man mit der Lektüre guter Bücher renommieren konnte. Euler war ein Jünger des exzentrischen Schriftstellers Arno Schmidt. Mit seiner ansteckenden Begeisterung entflammte er die ganze Runde für dessen Sprachspiele und besonders den frisch erschienenen Erzählband Kühe in Halbtrauer. Dabei war Euler selbst im Stil des „Meisters“ literarisch aktiv und hatte diesem auch bereits Talentproben zugeschickt. Nur der Jungautor Falkner ließ sich von Eulers Enthusiasmus nicht anstecken. Für ihn blieb Schmidt ein Spießer, und seine „Sprachblödelei“ eine infantile „Marotte“. Falkners Verständnis von Kunst erlebten seine Tischgenossen bei einem Happening, bei dem dieser ein Klavier mit Messer und Axt zertrümmerte. Er war auch der einzige, der bereits die freie Liebe praktizierte, sei es mit zwei Stewardessen oder einer Schauspielerin, die ihm das Gesicht zerkratzte.

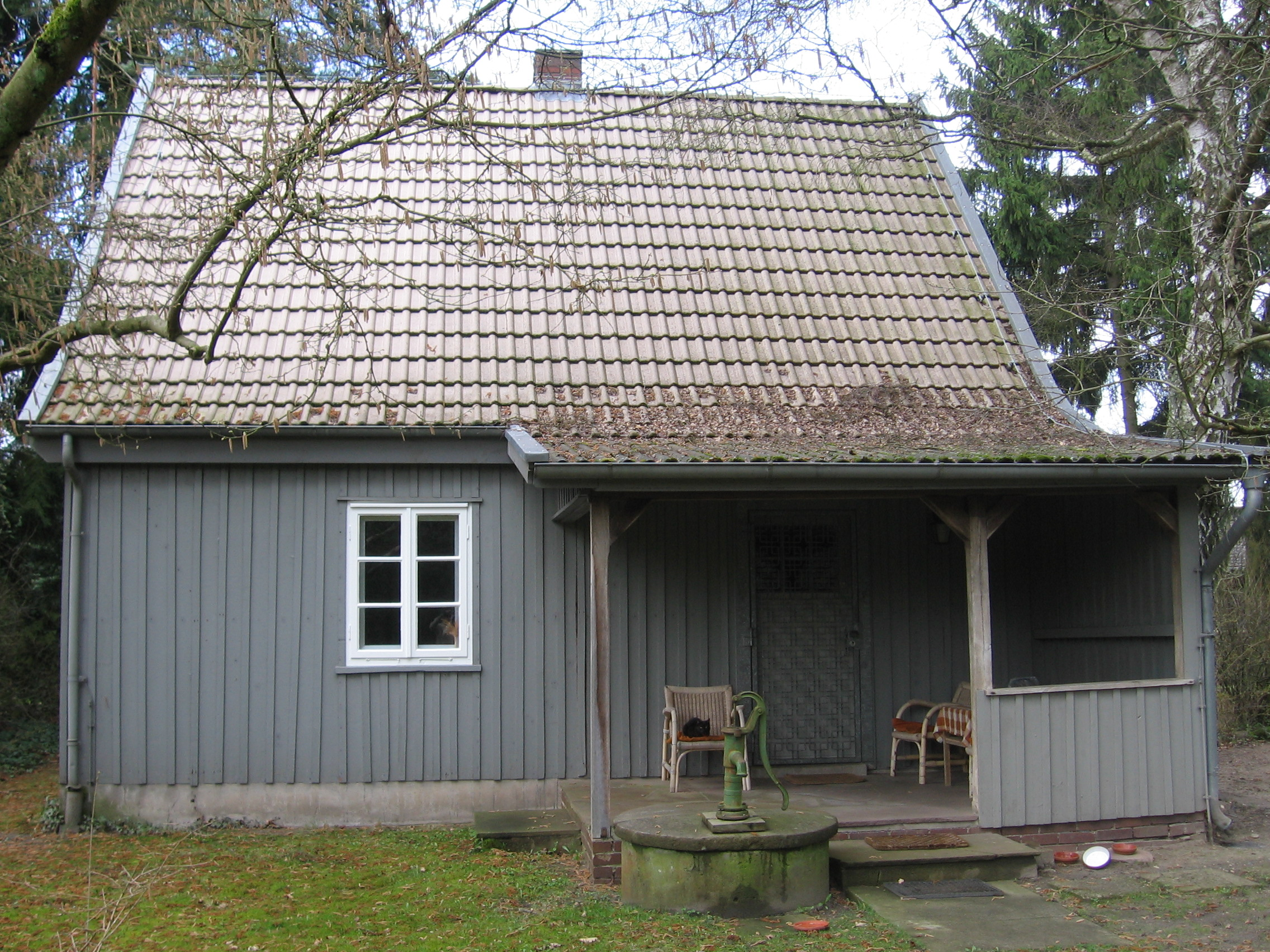
Arno Schmidts Wohnhaus in Bargfeld

Als Euler eines Tages mit einem geliehenen VW Käfer Cabrio aufbrach, um sein Idol in Bargfeld zu besuchen, schloss sich ihm niemand aus der Runde an. Das Erlebnis endete enttäuschend. Nach einer langwierigen Fahrt in die Lüneburger Heide rief Euler eine geschlagene Stunde am Zaun nach Schmidt, bis dessen Frau Alice erschien und mitteilte, ihr Mann empfange nicht, worauf der Student unverrichteter Dinge abfuhr. Doch seiner Begeisterung tat dies keinen Abbruch, hatte er doch immerhin in das erleuchtete Zimmer des Meisters sehen können. Im zweiten Anlauf bat Euler den Erzähler, ihn zu begleiten. Mit einem geliehenen Theodolit machten sie sich vor Schmidts Haus zu schaffen und markierten eine Landesvermessung. Wie erwartet dauerte es nicht lange, bis Schmidt aus dem Haus trat und sich nach dem Zweck des Treibens erkundigte. Euler behauptete, direkt neben Schmidts Grundstück entstünde eine Schweinemastanstalt mit Güllegrube. Auf die entsetzte Reaktion des Schriftstellers hin gab er zu, dass die beiden Studenten mit ihrem Schauspiel lediglich seine Aufmerksamkeit einfangen wollten. Nach sichtbarer Verblüffung und Zorngefühlen siegte Schmidts Humor, und er bat Euler ins Haus. Währenddessen bewachte der Erzähler vor dem Grundstück die Messgeräte. Als Euler zurückkehrte, war er sehr wortkarg in Bezug auf Schmidt geworden. Eulers Talentproben hatte dieser als „wackeres Schmidt-Imitat“ abgetan. Erst auf der Rückfahrt begriff der Erzähler, dass er selbst in seinem Leben nie wieder die Chance erhalten werde, die er eben verpasst hatte: mit Arno Schmidt persönlich in dessen Werkstatt zu sprechen. Erst Jahre nach Schmidts Tod kehrte der Erzähler nach Bargfeld zurück, wo Schmidts Haus inzwischen zum Museum geworden war. Mit den Semesterferien in der Woche nach ihrer Fahrt löste sich der Freitisch auf, und die Studenten verloren sich aus den Augen.
Auch das Gespräch zwischen Euler und dem Erzähler ist am Ende angelangt. Vor allem ein Thema deckt die geänderte Haltung der beiden auf: Während der Erzähler beständig bemüht ist, das Gespräch um den inzwischen von ihm verehrten Arno Schmidt kreisen zu lassen und Erinnerungen an die gemeinsame Fahrt aufzufrischen, bei der er selbst bloß eine Statistenrolle spielte, hat Euler jegliches Interesse an Schmidts Werk verloren und vermag sich nur noch schwach an alles zu erinnern, was mit dem Literaten oder der Literatur insgesamt zu tun hat. Eulers immer noch ansteckende Begeisterungsfähigkeit zeigt sich nun, wenn er über seine indische Braut spricht oder über die Logistik der Müllwirtschaft. Befragt zum Ort der geplanten Deponie weist er bloß in eine ungefähre Richtung in die Landschaft. Nach Eulers Abfahrt, mit den quietschenden Reifen seines Saab Cabrios, kehren die Gedanken des Erzählers nach Hause zu seiner Frau. Hinter ihrem abgeschiedenen Haus sieht er in Gedanken die Wiesen mit den schwarz-weißen Kühen.

## Hintergrund
Uwe Timms Novelle basiert auf autobiografischen Elementen: Er selbst hatte während seines Studiums an der Ludwig-Maximilians-Universität München das Stipendium einer Versicherung für einen Freitisch erhalten. Daneben teilen die Protagonisten Timms Vorliebe für Arno Schmidt. In dem namenlosen Erzähler griff Timm seinen Helden Ulrich Krause aus Heißer Sommer und Rot wieder auf, wodurch Timm nach eigenen Worten den ehemals politisch engagierten Aktivisten in seinem Lebenslauf weiterentwickeln wollte und ihn sich von daher als pensionierten Lehrer in eine Idylle zurückziehen ließ.

## Form
Uwe Timm gab Freitisch den Untertitel Novelle. Diese Literaturgattung wurde aber von verschiedenen Rezensenten hinterfragt, die Freitisch stattdessen als Erzählung einordneten. Jörg Magenau urteilte, dass dem Text „alles Novellenhafte fehlt: nicht nur die unerhörte Begebenheit, sondern sogar eine mitteilenswerte Handlung“. Dagegen stand für Kristina Maidt-Zinkes mit der Fahrt nach Bargfeld die „unerhörte, auch unerhört komische Begebenheit […] in dieser nicht ganz formvollendeten Novelle am Schluss“. Frank Schäfer verwies mit Bezug auf die zahlreich auftauchenden Falken auf Heyses Falkentheorie und konstatierte, die „längere Erzählung, die er Novelle nennt“ sei „mit den entsprechenden Gattungsformalien ironisch ausstaffiert“. Und mit Blick auf die Rahmenerzählung in einem Café schloss Ina Hartwig: „in Novellen wird gern gegessen“. Thomas Rothschild stellte allerdings klar: „Man wird schwerlich eine Definition der ‚Novelle‘ finden, die diesen Text von Uwe Timm abdeckt. ‚Erzählung‘ tut’s auch.“ Für Martin Halter gehörte Freitisch jedenfalls „nicht nur dem Umfang nach zu Timms kleineren Werken“.
Trotz der „Anspielungen auf Arno Schmidt und Zitate aus seinem Werk“, die sich laut Kristina Maidt-Zinkes durch Freitisch ziehen, übernimmt die Novelle stilistisch nicht die Schmidtschen Sprachspiele, sondern ist nach Ina Hartwig „eher konventionell erzählt“. Laut Gerrit Bartels schreibt Timm in „kurzen, abgehackten, aufgesetzt lässigen Sätzen“. Diese sind für Thomas Rothschild „manchmal unvollständig, dem mündlichen Erzählen angenähert“. Für Maidt-Zinkes herrscht der „norddeutsch trockene, lakonische Grundton“ vor: „ironisch abgeklärt die Haltung, knapp die Diktion“. Frank Schäfer erkannte die Schmidt-Huldigung allerdings auch in der Form von „mäandernden, immer wieder mit längeren reflexiven Abschweifungen versetzten, mit Bildung prunkenden, aber auch keine witzige Anekdote und keinen Kalauer scheuenden Ich-Erzählungen, wie man sie – so ähnlich – auch von Arno Schmidt kennt“.

## Rezeption
Freitisch wurde in den deutschsprachigen Feuilletons gemischt, aber überwiegend wohlwollend aufgenommen. Jörg Magenau beschrieb „einen heiteren, von leiser Melancholie durchwehten Ton“. „Das unvermeidlich Sentimentalische nervt ein wenig“, doch am Ende entstehe „ein interessantes Deutschlandpanorama“, das „aus der Post-89er-Wirklichkeit in die Prä-68er-Zeit zurückführt“. Auch Kristina Maidt-Zinkes las in der Novelle „ein Stückchen Mentalitätsgeschichte der Bundesrepublik, anekdotisch aufgelockert und ins Individuelle gewendet“.
Judith von Sternburg nannte inhaltlich Freitisch ein Buch über „ein doppeltes Scheitern“, erzählerisch indes „nicht nur solide, sondern auch ohne eine Spur von Bitterkeit. Sanftmut und Unverlogenheit gehen selten so stimmig Hand in Hand.“ Für Gerrit Bartels wurde aus einer „etwas beschaulichen, vor sich plätschernden Erzählung“ am Ende „eine Art kleiner Erziehungsroman“, dessen Ton allerdings „plump-anbiedernd“ wirke.
Martin Halter erkannte im Text „keine überzeugende Form“. Die Novelle sei trotz kluger „Beobachtungen über Schmidt und den Geist der Sechziger“ ein „verdichteter, aber verzettelter Traum in nostalgischer Halbtrauer“. Auch Kristina Maidt-Zinkes zog den Vergleich mit Arno Schmidts Zettel’s Traum: „Uwe Timms schmales, unprätentiöses Büchlein wirkt wie die Antithese zu jenem Monstrum, doch ist der Freitisch überraschend reich gedeckt.“ Für Frank Schäfer war mit Freitisch ein „durch und durch hybrider Text entstanden“. Dennoch hätte Timm für eine Schmidt-Hommage „die Wortschraube noch ein paar Umdrehungen anziehen“ müssen: „Das hier ist Schmidt mit angezogener Handbremse und somit allenfalls der halbe Spaß.“
Für Ina Hartwig war Freitisch „deutlich leichter, spielerischer, verschmitzter angelegt“ als etwa Am Beispiel meines Bruders oder Der Freund und der Fremde. Dabei liege „im rekonstruierenden Ertasten erfüllter und unerfüllter Wünsche“ die Stärke des Autors. Mit demselben Wort beschrieb Thomas Rothschild die Novelle als „eine verschmitzte Liebeserklärung an eine Zeit“, erzählt „nicht süffisant, nicht mit der wohlfeilen Überlegenheit dessen, der heute im Establishment angekommen ist und dort seinen Judaslohn verprasst“. Stattdessen halte sich Timm an die Empfehlung des Marquis von Posa in Don Carlos: „Sagen Sie / Ihm, dass er für die Träume seiner Jugend / Soll Achtung tragen, wenn er Mann sein wird.“

## Ausgaben
- Uwe Timm: Freitisch. Kiepenheuer & Witsch, Köln 2011, ISBN 978-3-462-04318-1.
- Uwe Timm: Freitisch. Gelesen von Burghart Klaußner. Random House Audio, Köln 2011, ISBN 978-3-8371-0837-8.

## Rezensionen
- Gerrit Bartels: Muntere Sechziger. In: Der Tagesspiegel, 7. März 2011.
- Martin Halter: Mühe in Halbtrauer. In: Frankfurter Allgemeine Zeitung, 12. März 2011.
- Ina Hartwig: Junge Männer in Halbtrauer. In: Süddeutsche Zeitung, 15. März 2011.
- Jörg Magenau: Wiedersehen zweier Arno-Schmidt-Fans. In: Deutschlandradio Kultur, 1. März 2011.
- Kristina Maidt-Zinkes: Gefühle gab es damals kostenlos. In: Die Zeit, 24. März 2011.
- Thomas Rothschild: Grünkohl mit Pinkel. In: Die Presse, 26. Februar 2011.
- Frank Schäfer: Der gute linke Mann und die Abfalllogistik. In: die tageszeitung, 5. März 2011.
- Judith von Sternburg: Als wir Arno Schmidt lasen. In: Frankfurter Rundschau, 4. März 2011.